# كيرا جيفرسون
كيرا جيفرسون (بالإنجليزية: Kyra Jefferson)‏ هي عداءة سريعة أمريكية، ولدت في 23 سبتمبر 1994.

## وصلات خارجية
- كيرا جيفرسون على موقع الاتحاد الدولي لألعاب القوى (الإنجليزية)
- كيرا جيفرسون على موقع الاتحاد الأمريكي لسباقات المضمار والميدان (الإنجليزية)
- كيرا جيفرسون على موقع الدوري الماسي (الإنجليزية)
- كيرا جيفرسون على موقع TFRRS.org (الإنجليزية)
- كيرا جيفرسون على موقع اللجنة الأولمبية والبارالمبية الأمريكية (الإنجليزية)